# 승려

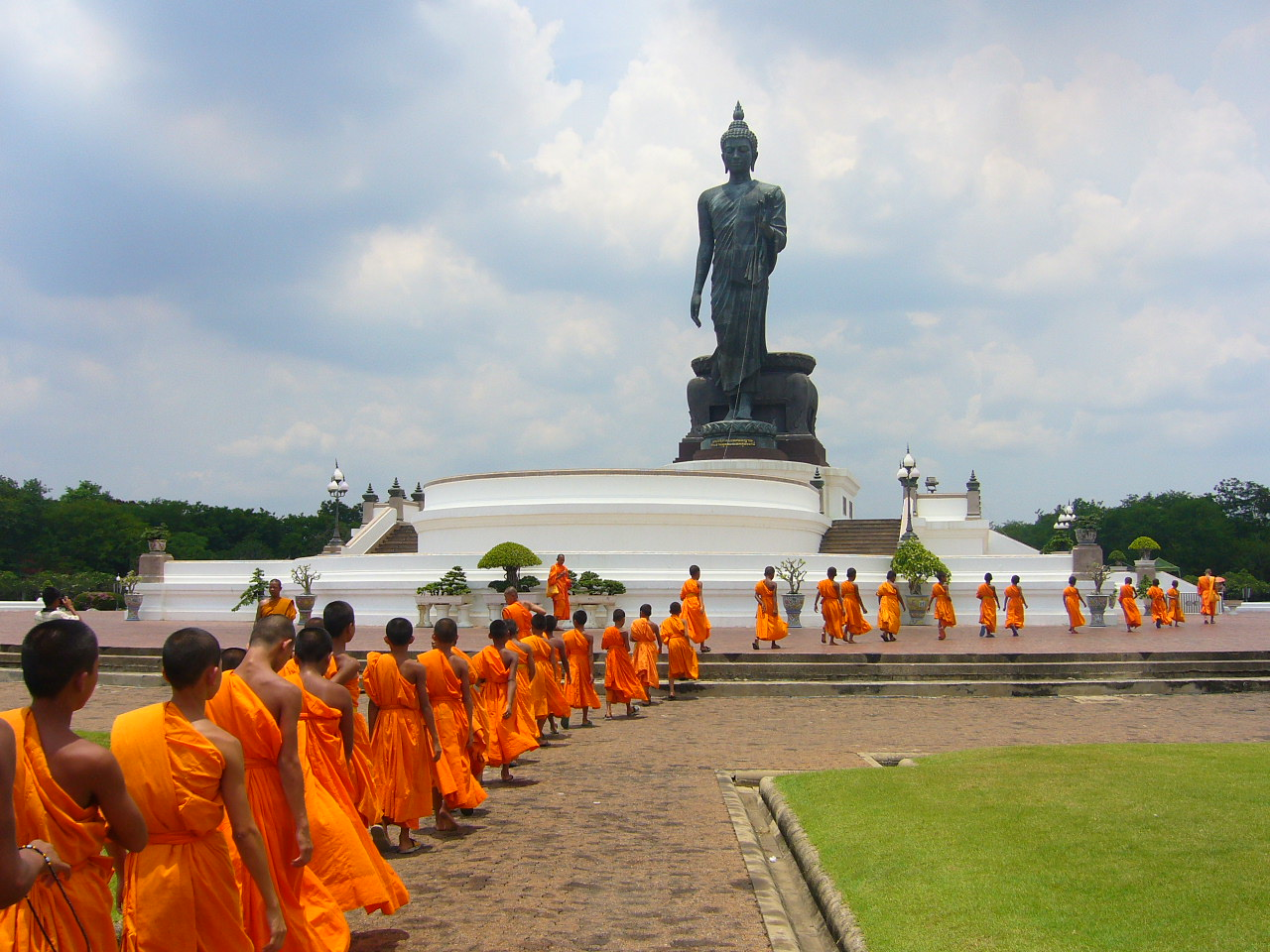
타이의 불교 수도승들의 모습.

승려(僧侶)는 불교의 출가 수행자를 가리키는 말이다. 흔히 스님 또는 중이라고도 한다. 덕이 높은 승려를 가리켜 화상(和尙)이라고 한다.
"중"의 어원에 대해서는 이견이 있으나 ‘중’이란 신라 때 사용하던 왕(王)의 칭호로서 차차웅(次次雄)이 변해진 말이라 한다. 즉 ‘차차웅→차츙→츙→듕→중’으로, ‘중님’ 하면 제사장으로서 ‘왕’을 칭하는 말이 되기 때문이다.
“이판”이란 수도에 전념하고 참선을 하거나 경전을 보는 등 공부하는 일에 몰두하는 승려들을 두고 하는 말로, 이를 “이판승”이라고 한다. 반면 “사판”이란 절의 재산을 관리하고 사무를 처리하는 승려들을 두고 하는 말로, 이를 “사판승”이라고 한다. 승려들이 어떤 일에 종사하느냐의 그 역할을 두고 구분하던 말이다.

## 구분
넷으로 나눌 때는 비구 · 비구니 · 사미 · 사미니로 나눈다.
다섯으로 나눌 때는 비구 · 비구니 · 사미 · 식차마나니 · 사미니로 나눈다.
비구와 비구니는 비구계를 수계한 승려를 말하고, 사미 · 사미니는 십계를 수계한 승려를 말한다.
식차마나니는 사미니가 비구계를 받기 전에 받는 것으로 식차마나니계를 2년 수지한 후에 비구니계를 받을 수 있다.

## 화상
화상(和尙)은 ‘스승’이란 뜻의 산스크리트어 우파댜야(उपाध्याय, upādhyāya)에서 비롯되었다. 우파다야를 우전국에서는 khosha라 불렀고 이를 和尙·和闍·和上 등으로 음역한 것이다. 본래는 아사리와 함께 수계사(授戒師)인 승려를 가리켰으나 후세에는 덕(德)이 높은 승려를 가리키는 말이 되었다.

## 동자승
동자승(童子僧)은 동자삭발을 한 나이가 어린 승려로, 동자(童子)는 승려가 되려고 절에서 공부하는 아이를 일컫는다.

## 같이 보기
- 대처승
- 사부중
- 칠부중
- 재가 신자
- 출가자